# Giovanni Báez
Báez  Álvarez est un nom espagnol. Le premier nom de famille, en général paternel, est Báez ; le second, en général maternel, souvent omis, est Álvarez.
Pour les articles homonymes, voir Baez.
Giovanni Manuel Báez Álvarez, né à Nobsa (département de Boyacá) le 9 avril 1981, est un coureur cycliste colombien des années 2000-2010. 

## Repères biographiques
Marié et père d'une enfant, il est professionnel depuis 2006. Il a notamment remporté le Tour de Colombie en 2008.

### Saison 2011
Après une saison 2010 décevante où il a par exemple abandonné lors de son Tour national, il entame l'UCI America Tour 2011 par le Tour du Guatemala, en octobre 2010. Il remporte cette épreuve, dominée par son équipe. Lors de la 7e étape, il s'empare de la tête de la course à l'issue d'un contre-la-montre en côte de 14 kilomètres, qu'il gagne. Son coéquipier Juan Pablo Suárez, leader jusque-là, lui reprend le commandement, dès le lendemain. Dans la 9e étape, Báez réalise une échappée solitaire qui lui permet de franchir la ligne d'arrivée avec plus de 4 minutes d'avance. Son initiative de déposséder un coéquipier n'est pas sans provoquer un certain malaise dans l'équipe. Mais trois jours plus tard, Giovanni Báez remporte l'épreuve.
Début avril 2011, son équipe débarque en Europe, pour disputer six épreuves, toutes en Espagne. L'effectif comprend huit coureurs qui disputent leur première course sur le sol ibérique, le 10 avril, à l'occasion de la Klasika Primavera. Les résultats y sont peu spectaculaires. Seul, Báez est dans la bonne échappée mais il est distancé à l'arrivée de 50 secondes et finalement 17e.
La seconde épreuve disputée est le Tour de Castille-et-León. Báez finit à la 16e place du classement général final. Il termine dans le premier peloton la troisième étape montagneuse, mais perd beaucoup de temps dans le contre-la-montre du lendemain. Le 23 avril, l'équipe cycliste EPM-UNE participe au GP Llodio. De toutes les initiatives, la formation colombienne participe activement à la course, mais Báez la dispute anonymement en finissant à la 36e place.
Le lendemain, il fait beaucoup mieux puisqu'il monte sur le podium du Tour de La Rioja, en terminant troisième, juste derrière Juan Pablo Suárez. Báez s'échappe dans la dernière ascension, à 10 km de l'arrivée. Seuls Imanol Erviti et Suárez le rejoignent dans la descente. Ils résistent au retour du peloton, défendant leur maigre avantage. Puis ils attaquent, à tour de rôle, Erviti mais ne peuvent contrer leur adversaire pour la victoire.
À la suite des bons résultats obtenus depuis le début de leur périple espagnol et du relief particulièrement accidenté de l'épreuve, l'équipe EPM-UNE arrive en position de favorite au départ de la Vuelta a Asturias. Pourtant, Báez finit l'épreuve à la 9e place. Même s'il termine la première étape avec le peloton réduit à 25 unités et qu'il réussit à ne perdre que 47 secondes lors du contre-la-montre du lendemain, il ne peut, toutefois, accompagner les meilleurs lors des troisième et cinquième étapes montagneuses.
Giovanni Báez dispute le week-end des 7 et 8 mai sa dernière compétition en Espagne. La Vuelta a la Comunidad de Madrid est un triptyque avec une étape en ligne, un contre-la-montre, le premier jour et une arrivée en côte, le second jour. Il remporte cette ultime étape, après un violent démarrage dans la dernière ascension. Il finit 7e au classement général final.
Ses résultats lors des six épreuves disputées en Espagne lui rapportent 67 points au classement de l'UCI Europe Tour 2011.
Un mois plus tard, vainqueur en 2008, il annonce vouloir être sur le podium du Tour de Colombie. Constamment aux avant-postes, Báez, quatrième avant le contre-la-montre en côte de l'ultime étape, termine deuxième de son Tour national, échouant de seulement deux secondes pour la victoire finale.
En juillet et en août, il prend part à des épreuves du calendrier national et remporte le classement général de la Clásica Carmen del Viboral et de la Clásica del Club Deportivo Boyacá. À la fin du mois d'août, il dispute, aux États-Unis, le USA Pro Cycling Challenge (ou Tour du Colorado), une épreuve de l'UCI America Tour, particulièrement relevé puisque les trois premiers du Tour de France 2011 et pas moins de huit équipes de l'élite mondiale (ou UCI ProTeams) sont présents. Mais il doit abandonner après avoir chuté dans la 2e étape.
Il termine l'UCI America Tour 2011 à la 23e place avec 72 points.
En octobre, il dispute le Clásico RCN qu'il achève à la 10e place, tout en participant à la domination de son équipe sur l'épreuve.

### Année 2012
Après un début de saison tonitruant, avec deux victoires en deux courses par étapes disputées, le voyage en Espagne, déjà moins prolifique que l'année précédente, a perturbé une bonne partie de sa saison. Il faut attendre la fin novembre pour qu'il remporte un succès hors de ses frontières, avec la Vuelta al Mundo Maya.
Toujours dans l'équipe continentale EPM-UNE, il débute à la fin février à la Vuelta al Valle del Cauca. Il s'impose en solitaire, dans l'étape reine de l'épreuve et remporte, le lendemain, pour la quatrième fois, cette course à étapes. Un mois après, il dispute une autre course du calendrier national, la Clásica de Anapoima. Il s'impose dans la première étape, un contre-la-montre comprenant un col de seconde catégorie. Son équipe contrôle la course et Báez remporte l'épreuve deux jours plus tard. Vainqueur en 2007, il s'octroie ainsi son second succès dans cette Clásica.

#### Compétitions en Espagne
En avril, il fait partie des huit coureurs sélectionnés par Raúl Mesa, pour disputer les cinq épreuves espagnoles au programme de son équipe. Le 8, il dispute la Klasika Primavera. Il est le seul de son équipe à pouvoir rester dans le peloton qui sprinte pour la neuvième place, derrière les échappés, il termine finalement 22e. L'épreuve suivante est le Tour de Castille-et-León. Il termine 21e de l'épreuve, sans avoir pesé sur la course. 
Puis il enchaîne avec le Tour de La Rioja. Deux coureurs russes s'échappent à une cinquantaine de kilomètres de l'arrivée (un seul résistera et gagnera l'épreuve, Evgeny Shalunov). Giovanni Báez attaque dans le dernier col pour tenter de le rejoindre. Mais dans la descente, il doit accepter le retour de deux coureurs qui le battent au sprint pour la deuxième place. Báez termine quatrième. La prochaine épreuve au programme est le Tour des Asturies. Après avoir fini dans le peloton la première étape et le premier tronçon de la deuxième étape, il réussit un bon contre-la-montre puisqu'il perd moins d'une minute sur le vainqueur. Ces résultats le placent au 15e rang à 1 min 16 s du leader du classement général provisoire, au matin de la dernière étape. Lors de celle-ci, dans l'ascension finale de l'Alto del Naranco, il soutient le rythme imposé par les Movistar. Il arrive au sommet en septième position, et se classe à la neuvième place finale de la Vuelta a Asturias 2012. 
Début mai, il termine, avec sa formation, par le Tour de la communauté de Madrid, épreuve où il avait remporté la dernière étape, l'année précédente. Il finit 50e le contre-la-montre du premier jour et abandonne lors du second, voyant ses espoirs de récidiver déçus, après une chute dans la descente du Puerto de la Morcuera (es). Il se fracture le cinquième métacarpe de la main droite et une petite intervention chirurgicale est nécessaire. Ses résultats lors des cinq épreuves disputées en Espagne lui rapportent 31 points au classement de l'UCI Europe Tour 2012.

#### Été: Tour de Colombie et Tour du lac Qinghai
Il se présente au départ du Tour de Colombie, pas en pleine possession de ses moyens, à la suite de sa fracture. Bien qu'il soit le seul de son équipe à intégrer le groupe de tête lors de la première étape de montagne, il perd plus de cinq minutes dans les trois dernières étapes et termine le Tour à la quinzième place. 
Moins d'une semaine plus tard, il se retrouve en Chine, pour disputer le Tour du lac Qinghai. Présent dans l'échappée de la troisième étape, il prend position. Dans la huitième étape, passant en tête le col de hors-catégorie de la journée, il insiste jusqu'à l'étape volante suivante pour accéder au podium de cette épreuve. Il y engrange 45 points au classement de l'UCI Asia Tour 2012. 
Le dernier résultat de l'été est une deuxième place à la Vuelta a Santander. Présent tous les jours, il laisse les honneurs à son coéquipier Mauricio Ortega et termine dans un quatuor d'EPM - UNE aux quatre premières places de la course. Il termine l'UCI America Tour 2012 sans aucun point.

#### Fin d'année et début de l'UCI America Tour 2013
Comme l'année précédente, Giovanni Báez a peu d'influence sur le déroulement du Clásico RCN, qu'il achève à la treizième place. Dans la troisième étape, comme tous ses coéquipiers, il s'avoue impuissant devant l'attaque décisive d'Óscar Sevilla et Alex Cano. Pire, trois jours après, l'Alto de La Línea lui est fatal, il perd six minutes ce jour-là et toute chance de bien figurer.
Il finit l'année en remportant la première édition de la Vuelta al Mundo Maya, au Guatemala, comptant pour l'UCI America Tour 2013. Il dépossède du maillot de leader son coéquipier Robigzon Oyola lors de la cinquième étape, montagneuse et résiste à la pression exercée par les Movistar, qui pensaient effectuer leur dernière course. Il remporte l'épreuve trois jours plus tard devant trois autres Colombiens.

### Saison 2013
Fin novembre 2012, juste après son retour du Guatemala, il revient sur les circonstances de son dernier succès dans la Vuelta al Mundo Maya et envisage la saison 2013. Il espère pouvoir inscrire son nom au palmarès du Clásico RCN et tenir les premiers rôles lors du Tour de Colombie. Pour cela, il prend une pause dès son retour d'Amérique centrale, pour reprendre l'entraînement à la mi-décembre (2012).

Cependant l'année est décevante, Báez dispute une saison blanche, vierge de tout succès. Ainsi au Tour de Colombie, il ne réussit pas à préserver les trois minutes d'avance sur les principaux favoris, qu'il réussit à s'octroyer lors d'un coup de bordure dans la deuxième étape. Perdant régulièrement du temps, il échoue à la vingtième place finale, à près de vingt-cinq minutes d'Óscar Sevilla. Le scénario du Clásico RCN ressemble à celui vécu par Báez, lors de son Tour national. Profitant du marquage étroit des principaux leaders, il se glisse dans la bonne échappée de la quatrième étape, il prend 2 min 37 s d'avance sur les prétendants à la victoire finale. Mais il ne réussit pas, là non plus, à préserver son avantage. Il clôt la course au vingt-troisième rang. Le reste de l'année, seule une cinquième place au classement général de la Vuelta al Tolima peut, tout au plus, être mis en exergue.

### Fin de carrière
Il commence la saison 2016 dans le club de l'US Lamentin, en Guadeloupe. En août, il dispute le Tour de la Guadeloupe, où il est contrôlé positif à l'EPO CERA. Il est suspendu jusqu'au 25 septembre 2020.

## Palmarès
| - 2003 - 2e étape de la Clásica de Anapoima (contre-la-montre) - 2e de la Clásica de Anapoima - 2004 - 11e étape du Tour du Venezuela - 2005 - 1reb étape de la Tour de León (contre-la-montre par équipes) - Cinturó de l'Empordà : - Classement général - 3e étape - 2006 - 3e de la Vuelta a Boyacá - 2007 - Vuelta al Valle del Cauca : - Classement général - 3e étape - Clásica de Anapoima : - Classement général - 1re étape - 2008 - Vuelta al Valle del Cauca : - Classement général - 3e étape - Classement général du Tour de Colombie - 3e étape de la Vuelta a Cundinamarca - 2009 - Vuelta al Valle del Cauca : - Classement général - 3e étape - 11e étape du Tour de Colombie - 1re étape du Clásico RCN (contre-la-montre par équipes) - Médaillé d'or de la course en ligne des Jeux bolivariens - 3e du Clásico RCN | - 2010 - 5e étape du Tour de Santa Catarina - Tour du Guatemala : - Classement général - 7e (contre-la-montre) et 9e étapes - 3e de la Vuelta al Valle del Cauca - 3e de la Clásica de Anapoima - 3e du Tour de Santa Catarina - 2011 - 3e étape du Tour de la communauté de Madrid - 2e étape de la Clásica de Girardot - Clásica de El Carmen de Viboral : - Classement général - 1re étape - 2e du Tour de Colombie - 3e du Tour de La Rioja - 2012 - Vuelta al Valle del Cauca : - Classement général - 3e étape - Clásica de Anapoima : - Classement général - 1re étape (contre-la-montre) - Vuelta al Mundo Maya : - Classement général - 5e étape - 3e du Tour du lac Qinghai - 2014 - 7e étape du Clásico RCN - 2016 - 4e étape du Trophée de la Caraïbe - 2e du Trophée de la Caraïbe |

## Classements mondiaux
| Année            | 2005 | 2006 | 2007 | 2008 | 2009 |
| ---------------- | ---- | ---- | ---- | ---- | ---- |
| UCI America Tour |      | 289e | 296e | 36e  | 205e |
| UCI Europe Tour  | 750e | 623e |      |      |      |